# Omul furnică și Viespea: Quantumania
Omul furnică și Viespea: Quantumania este un film cu supereroi bazat pe benzile desenate Marvel cu același nume create de Peyton Reed, avându-i ca protegoniști pe Paul Rudd, Evangeline Lilly, Jonathan Majors, Kathryn Newton, David Dastmalchian, Katy O'Brian, William Jackson Harper, Bill Murray, Michelle Pfeiffer, Corey Stoll și Michael Douglas.